# Polinèsia

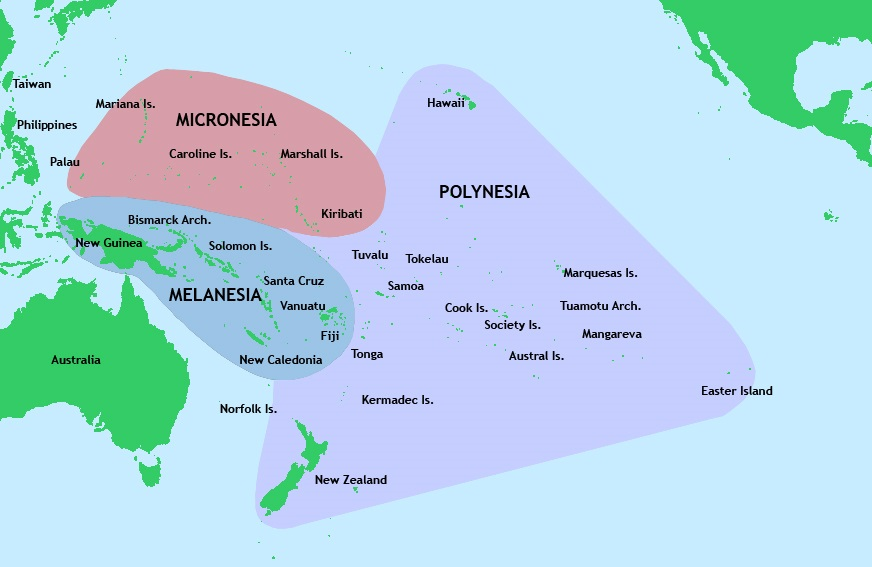
Mapa del triangle de la Polinèsia

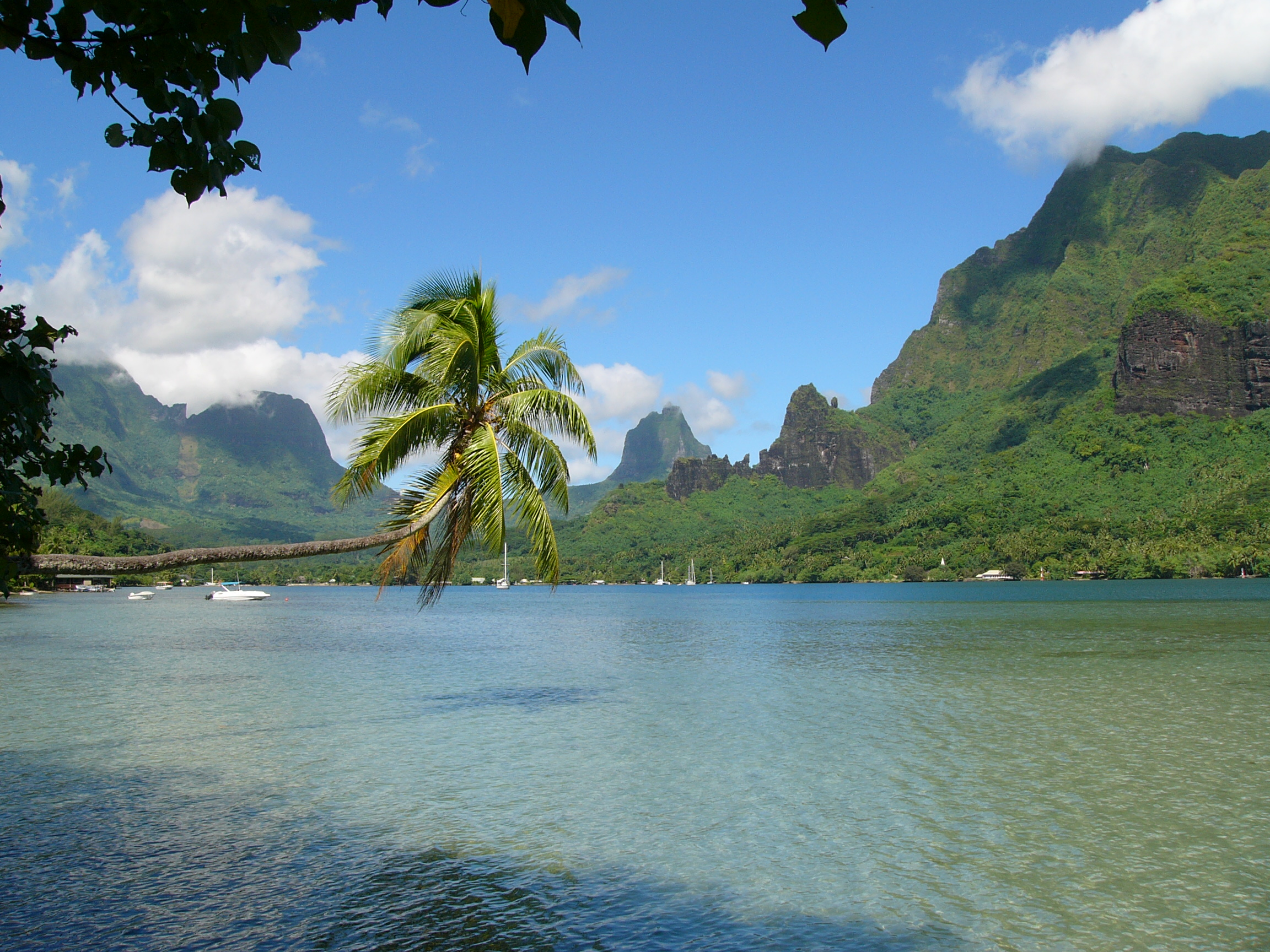
Badia de Cook a Moorea (Polinèsia francesa)

La Polinèsia (mot derivat del grec polí = 'molts', i nesi = 'illa') és una gran agrupació de més de 1.000 illes al Pacífic central i meridional. Geogràficament, la Polinèsia conforma un triangle amb els angles situats a les illes Hawaii, a Nova Zelanda i a l'illa de Pasqua. Samoa, Tonga, les Marqueses i la Polinèsia francesa són els altres arxipèlags principals que es localitzen dins el triangle polinèsic.
Les llengües polinèsies són les parlades per la població indígena de les illes. Culturalment, la Polinèsia es divideix en dos grups diferents, la Polinèsia oriental i la Polinèsia occidental. La cultura de la Polinèsia occidental està condicionada per unes illes de població nombrosa. La institució del matrimoni hi té un fort arrelament, i disposen de tradicions judicials, monetàries i comercials ben desenvolupades. Comprèn els arxipèlags de Tonga, Samoa i grups d'illes polinèsiques incloses dins la Melanèsia i la Micronèsia, com algunes pertanyents als Estats Federats de Micronèsia, Papua Nova Guinea, Salomó, Vanuatu i Nova Caledònia. A causa de la bona disponibilitat a acceptar noves idees, i com que en aquestes illes hi va arribar un nombre relativament gran de missioners cristians, els polinesis van adoptar de seguida el cristianisme.
Des de les illes Cook cap a l'est, en canvi, les cultures s'han adaptat fortament a les petites illes i els atols. Els antropòlegs han qualificat el seu sistema de parentiu com el sistema hawaià. S'hi van desenvolupar en gran manera la religió, l'agricultura, la pesca, la predicció del temps, la construcció de catamarans i la navegació, perquè en depenia la població sencera de cada illa. El comerç es basava tant en les mercaderies d'ús habitual com en articles de luxe. Moltes de les illes més planes podien patir greus temporades de gana si els seus horts quedaven emmetzinats per la sal procedent de les onades d'un huracà. En casos com aquests, la pesca, font primària de proteïnes, no alleujava la pèrdua de calories. Els navegants, en particular, hi eren reverenciats, i cada illa tenia la seva casa de nàutica, amb una àrea de construcció de vaixells.
En una època en què els mariners europeus navegaven de dia i sense perdre de vista la línia de la costa, els polinesis (i els seus parents, els micronesis) havien navegat per la major part de l'oceà Pacífic, excloent-ne, és clar, les àrees àrtica i antàrtica. Feien servir tot un ventall de tècniques de navegació i es fixaven en la situació de les estrelles, el moviment dels corrents oceànics i la forma de les onades, la influència en l'aire i el mar de les diferents illes i atols, el vol dels ocells, els vents i els canvis de temps.

## Història
La història registrada de Polinèsia és una de les més recents del món.
El poblament de la Polinèsia va començar als voltants de l'any 1000 a.C. a partir de Samoa, quan immigrants de les illes Lau a l'est de Fiji van arribar a les illes samoanes, aproximadament fa 3.500 anys. A partir d'aquí es van establir a la resta de la Polinèsia.
Més endavant es van ocupar les illes Cook, Tahití i Tuamotu, també es va arribar a les illes Marqueses al segle iii. A Hawaii i Pasqua s'hi va arribar entre els segles IV i VI.

## Illes i arxipèlags
Els arxipèlags i illes que formen part de l'àrea geogràfica de la Polinèsia són:
- Les illes Cook (estat associat amb Nova Zelanda)
- Illes Fènix (de la República de Kiribati)
- Hawaii (un estat dels Estats Units)
- Illes de la Línia (de la República de Kiribati)
- Nova Zelanda (anomenada Aotearoa en maori)
- Niue (estat associat amb Nova Zelanda)
- L'illa de Pasqua (anomenada Rapa Nui en la llengua local, i pertanyent a Xile)
- Illes Pitcairn (colònia britànica)
- La Polinèsia francesa (país d'ultramar de França)
- Samoa (estat independent, anomenat també Samoa occidental)
- Samoa nord-americana (territori d'ultramar dels Estats Units)
- Tokelau (dependència d'ultramar de Nova Zelanda)
- Tonga (regne independent)
- Tuvalu (estat independent)
- Wallis i Futuna (col·lectivitat d'ultramar francesa)

A més, són illes de cultura polinèsica, en àrees geogràfiques de Micronèsia i Melanèsia, les anomenades illes perifèriques polinèsies:
- D'Austràlia: illa Norfolk
- Als Estats Federats de Micronèsia: Kapingamarangi i Nukuoro
- A Fiji, a l'extrem septentrional: Rotuma
- A Nova Caledònia, territori d'ultramar francès: Ouvéa de les illes Loyauté
- A Papua Nova Guinea: Nuguria, Nukumanu i Takuu
- A Salomó: Anuta, Bellona, Ontong Java, Pileni, Rennell, Sikaiana, Taumako i Tikopia
- A Vanuatu: Aniva, Emae, Futuna i Mele